# Vertretung der Freien und Hansestadt Hamburg beim Bund

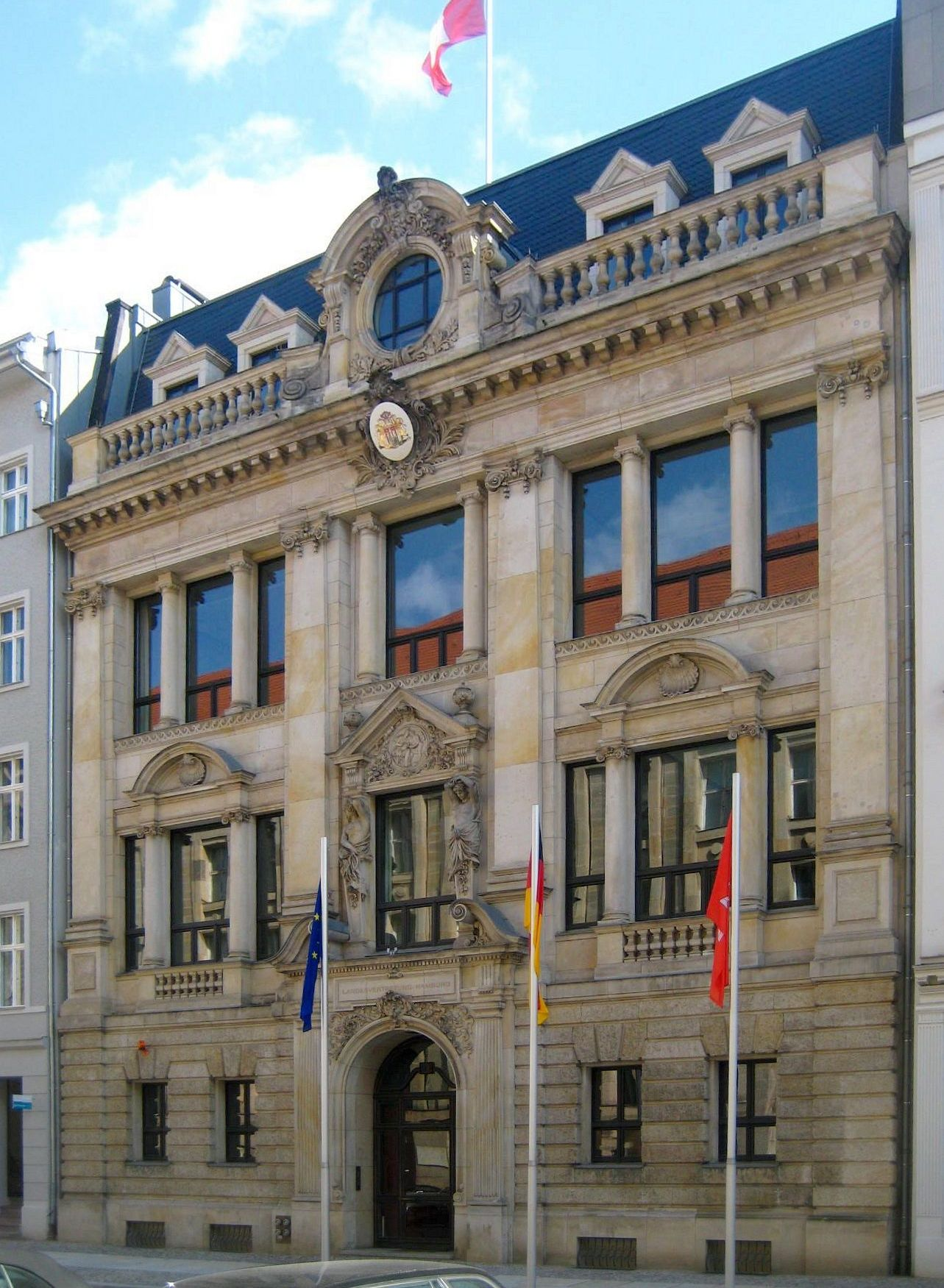
Jägerstraße 2/3

Die Vertretung der Freien und Hansestadt Hamburg beim Bund ist die Landesvertretung des Landes Freie und Hansestadt Hamburg beim Bund mit Sitz in der Bundeshauptstadt Berlin. Sie befindet sich im Bezirk Mitte in der Jägerstraße 1–3 unweit vom Deutschen Bundestag, Bundesrat und weiteren Bundesministerien, Landesvertretungen und Botschaften.

## Behörde
Die Landesvertretung gehört zur Senatskanzlei. Sie vertritt die Interessen Hamburgs bei den Einrichtungen des Bundes. Politische Spitze der Landesvertretung ist die Bevollmächtigte der Freien und Hansestadt Hamburg beim Bund, der Europäischen Union und für auswärtige Angelegenheiten. Dies ist seit dem 1. Mai 2024 Staatsrätin Liv Assmann.

## Funktion
Die Landesvertretung wahrt und vertritt die Interessen Hamburgs bei den Institutionen des Bundes und wirkt an der Gesetzgebung des Bundes und der Rechtsetzung der Europäischen Union mit. Zu ihrer Aufgabe zählt zudem die Vermittlung von der Bedeutung Hamburgs, mit Schwerpunkten in den Bereichen Wirtschaft (als Zentrum für Dienstleistungen, der maritimen Wirtschaft, Chinazentrum mit seiner Stellung im Ostasienverkehr, Produktionsort der Luftfahrt und Standort für die Medien- und Kommunikationswirtschaft), Forschung und Lehre (Hochschulstandort und Forschungseinrichtungen) sowie als Kultur- und Sportstadt.
Die Vertretung ist zugleich Dienstleister für den Wirtschaftsstandort Hamburg und nimmt die Wirtschaftsinteressen in Abstimmung und Kooperation mit Unternehmen und Verbänden wahr. Dies erfolgt auch durch die Unterstützung bei der Einwerbung von Projekten oder Förderungen. Sie dient zudem als wirtschaftspolitisches Forum. Hierfür stellt sie auch ihre Dienste und Räume zur Verfügung, die angemietet werden können.
Zur Ausübung dieser Aufgaben unterhält die Vertretung Verbindungen zu Abgeordneten des Deutschen Bundestages und Regierungsvertretern, Spitzenbeamten, dem Diplomatischen Korps, Verbänden, Wirtschaftsrepräsentanzen und weiteren Institutionen. Sie dient als Ort für Tagungen und Veranstaltungen, zu denen ebenso Kunstausstellungen und Kulturveranstaltungen zählen, die das Profil und die Leistungsfähigkeit der Stadt umfassend darstellen sollen.

## Gebäude
Nachdem der Bundesrat seinen Sitz aus der ehemaligen Bundeshauptstadt Bonn nach Berlin verlegt hatte, bezog im August 2000 die Vertretung die heutigen Gebäude (Jägerstraße 1–3, 10117 Berlin). Die seit 1950 bestehende Vertretung in Bonn wurde zugleich aufgegeben. Die Landesvertretung besteht aus zwei aneinander gebauten denkmalgeschützten Gebäuden, Hausnummer 1 an der Ecke Mauerstraße und Hausnummern 2/3 (links davon).

### Jägerstraße 1

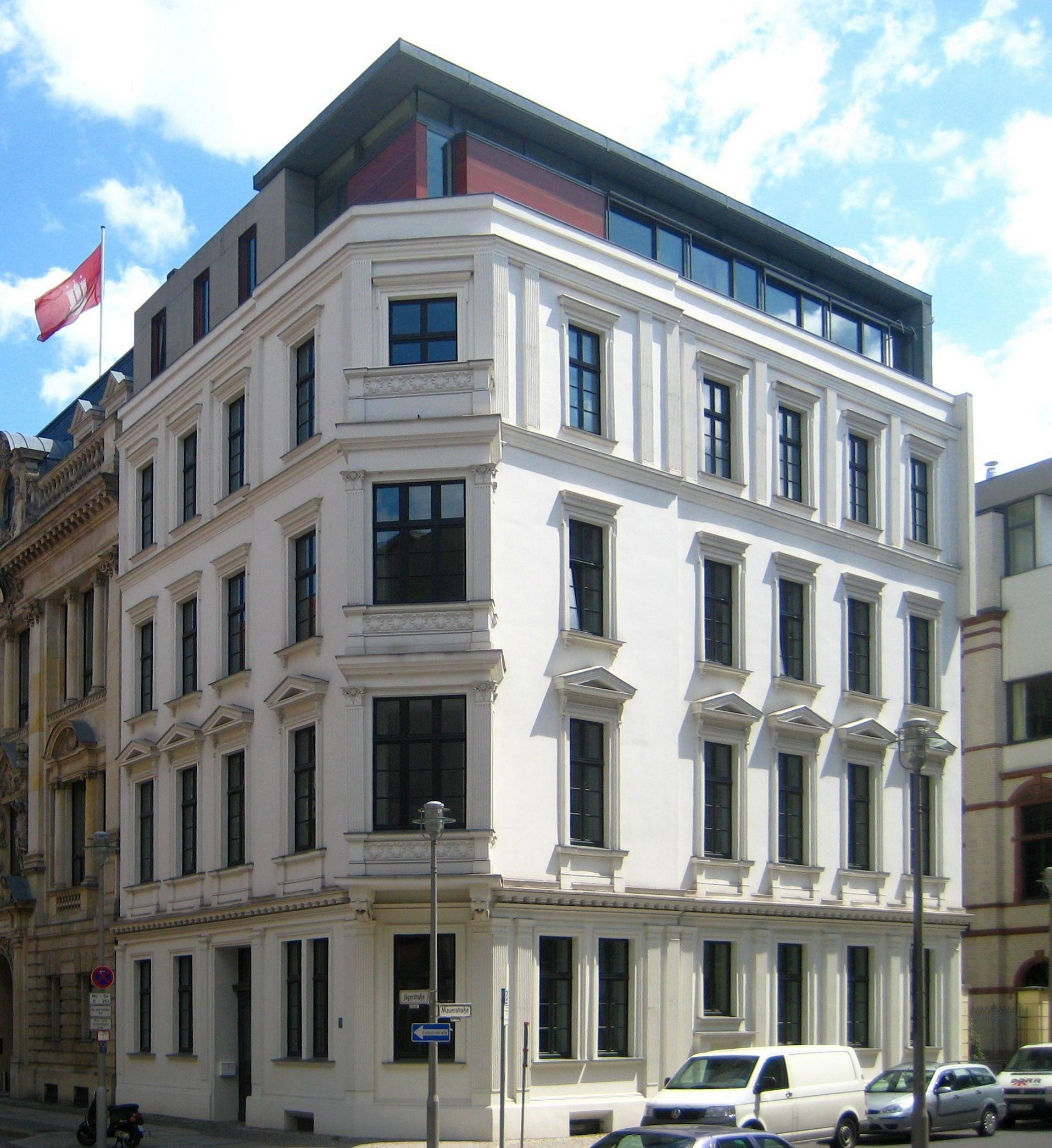
Eckhaus Jägerstraße 1

Das Eckgebäude wurde 1871 im Auftrag des Kaufmanns Emil Frank als Mietshaus erbaut. Die gründerzeitliche Putzfassade wird vom späteren Nebengebäude architektonisch eingefasst. Das Haus wurde ebenso wie die Liegenschaft Jägerstraße 2/3 nach 1949 vom Kulturbund der DDR übernommen.

### Jägerstraße 2/3

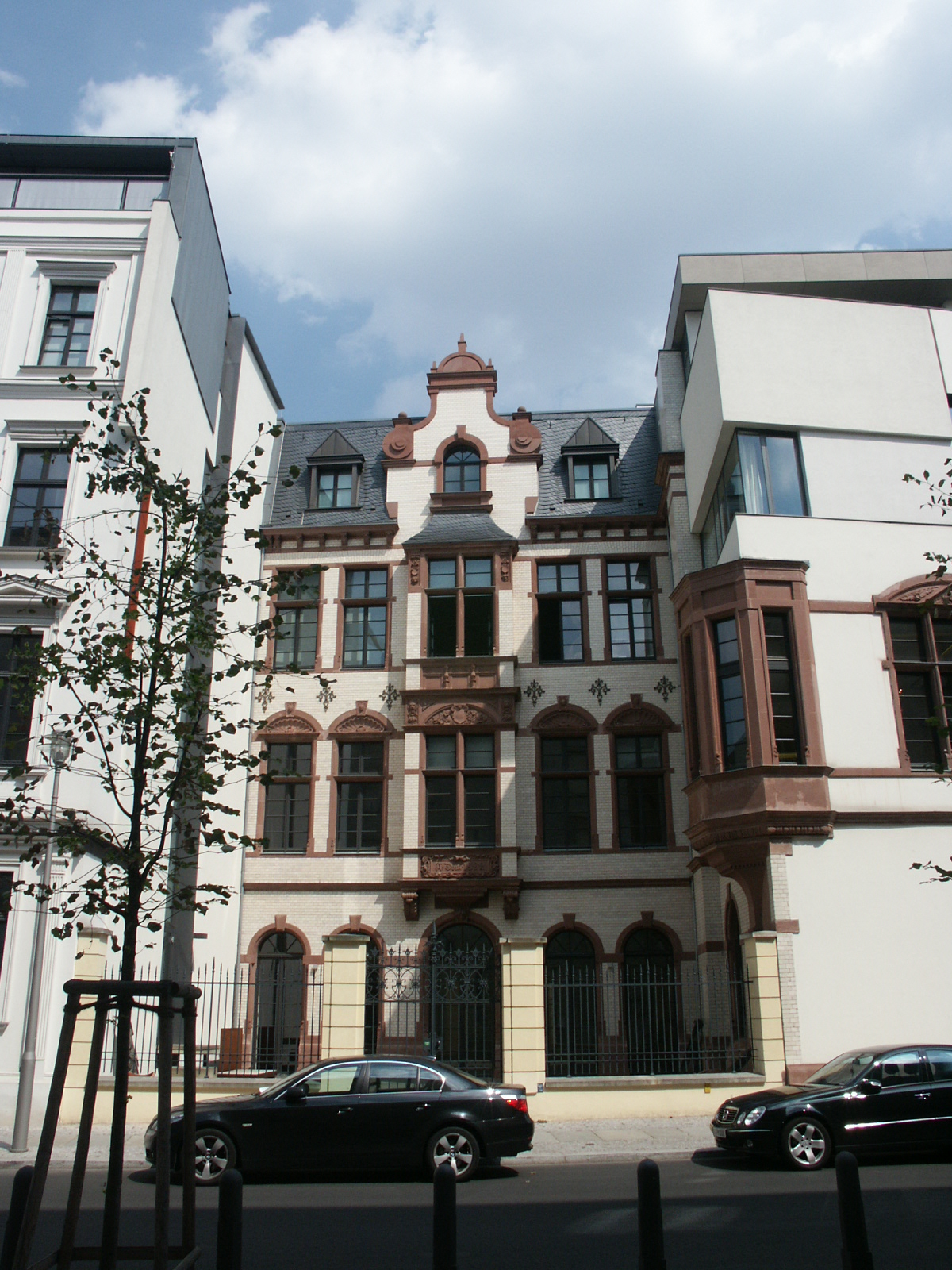
Mittelgebäude; rechts oben befindet sich der Raum Dresden, das Apartment des Präsidenten des Senats und Ersten Bürgermeisters der Freien und Hansestadt Hamburg

Das Haus Jägerstraße 2/3 ist das ehemalige Club-von-Berlin-Gebäude, das mit seiner reich gestalteten Sandsteinfassade 1892/1893 für den Club von Berlin, einen exklusiven Herrenclub, errichtet wurde. Auch nach der Fusion zum Deutschen Club von Berlin blieb es bis zur Enteignung durch die sowjetische Militäradministration 1945 in dessen Hand. Der später gegründete Kulturbund der DDR erhielt das Gebäudeensemble zur Nutzung und ließ das im Krieg stark beschädigte Haus wieder aufbauen. Von 1947 bis 1991 diente es als Haus des Kulturbundes mit dem darin untergebrachten Klub der Kulturschaffenden „Johannes R. Becher“.

### Umbau zur heutigen Vertretung

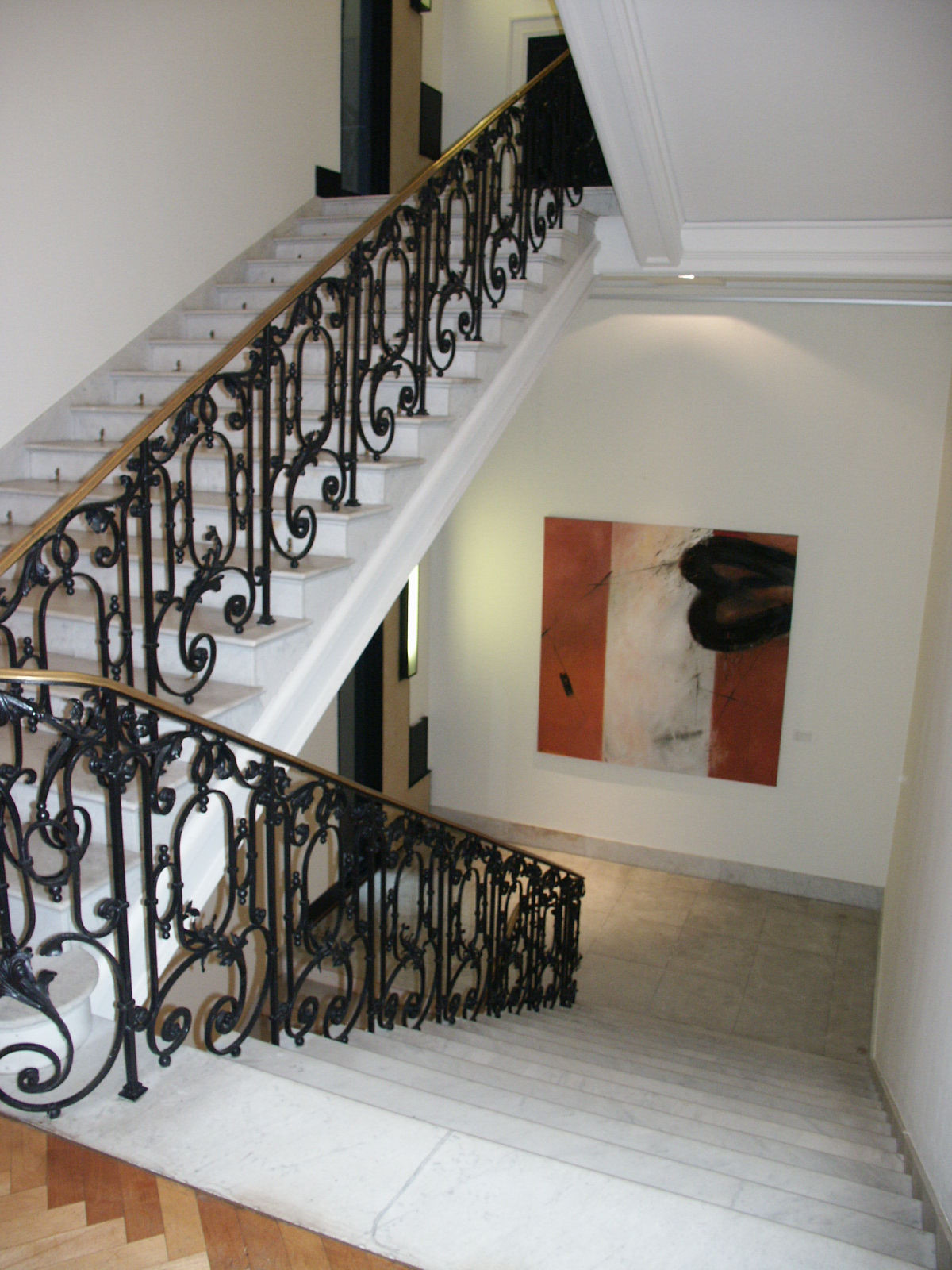
Das historische Treppengeländer in der Landesvertretung (2006)

Beide Gebäude gingen nach der politischen Wende der Jahre 1989 und 1990 aus dem Volkseigentum der DDR in den Besitz des Bundes über und wurden 1998 durch die Freie und Hansestadt Hamburg gekauft. Ein drei Jahre zuvor von der Hamburgischen Landesbank erworbenes Gebäude in der Luisenstraße wurde an das Land Sachsen-Anhalt veräußert, das dort seine Vertretung beim Bund einrichtete.
Im April 1999 begannen Umbau und Renovierung des Gebäudeensembles durch das Hamburger Architekturbüro Dinse, Feest + Zurl. Im Gebäudeinneren erhielten die Häuser eine moderne und funktionale Gestaltung, wobei die Raumfolge der Säle und das Treppenhaus mit breiten Marmorstufen und schmiedeeisernem Geländer mit Messinghandlauf im Haupthaus erhalten blieben.
Das Eckhaus (Nummer 1) beherbergt jetzt Büros, Gästezimmer und als Mieter (nun neben dem alten Stammsitz) den Club von Berlin. Verschiedene Räume und Säle, wie Kaminzimmer oder Hansekeller mit Bar, sind als Begegnungsstätte für Politik, Wirtschaft und Kultur eingerichtet und werden auch vermietet.

## Bevollmächtigte der Freien und Hansestadt Hamburg beim Bund
Das Amt des Bevollmächtigten hat im Laufe der Jahre eine unterschiedliche Besetzung erfahren. Die meiste Zeit nahm ein Mitglied des Senats diese Funktion neben seinen anderen Zuständigkeiten, meistens als Präses einer Fachbehörde, wahr. Seit 2001 wird das Amt durchgängig mit einem politischen Beamten im Range eines Staatsrats besetzt.
| Name                    | Amtsbeginn         | Amtsende           | Status      | Amtsbezeichnung |
| ----------------------- | ------------------ | ------------------ | ----------- | --- |
| Bernhard Hansen 1       | Dezember 1949      | 2. Dezember 1953   | Staatsrat   | Bevollmächtigte(r) der Freien und Hansestadt Hamburg beim Bund                                                                |
| Renatus Weber           | 2. Dezember 1953   | 4. Dezember 1957   | Senator     | Bevollmächtigte(r) der Freien und Hansestadt Hamburg beim Bund                                                                |
| Gerhard Kramer          | 3. Januar 1958     | 27. April 1966     | Senator 2   | Bevollmächtigte(r) der Freien und Hansestadt Hamburg beim Bund                                                                |
| Ernst Heinsen           | 27. April 1966     | 22. April 1970     | Senator     | Bevollmächtigte(r) der Freien und Hansestadt Hamburg beim Bund                                                                |
| Ilse Elsner             | 22. April 1970     | 31. Dezember 1972  | Senatorin   | Bevollmächtigte(r) der Freien und Hansestadt Hamburg beim Bund                                                                |
| Ernst Heinsen           | 1. Januar 1973     | 30. April 1974     | Senator     | Bevollmächtigte(r) der Freien und Hansestadt Hamburg beim Bund                                                                |
| Jürgen Steinert         | 30. April 1974     | 28. Juni 1978      | Senator     | Bevollmächtigte(r) der Freien und Hansestadt Hamburg beim Bund                                                                |
| Günter Apel             | 28. Juni 1978      | 28. September 1982 | Senator     | Bevollmächtigte(r) der Freien und Hansestadt Hamburg beim Bund                                                                |
| Helmut Bilstein         | 28. September 1982 | 1983               | Staatsrat   | Bevollmächtigte(r) der Freien und Hansestadt Hamburg beim Bund                                                                |
| Christine Maring        | 2. Februar 1983    | 13. Juni 1984      | Senatorin   | Bevollmächtigte(r) der Freien und Hansestadt Hamburg beim Bund                                                                |
| Alfons Pawelczyk        | 13. Juni 1984      | 31. Mai 1988       | Senator     | Bevollmächtigte(r) der Freien und Hansestadt Hamburg beim Bund                                                                |
| Horst Gobrecht          | 8. Juni 1988       | 26. Juni 1991      | Senator     | Bevollmächtigte(r) der Freien und Hansestadt Hamburg beim Bund                                                                |
| Peter Zumkley           | 26. Juni 1991      | 15. Dezember 1993  | Senator     | Bevollmächtigte(r) der Freien und Hansestadt Hamburg beim Bund                                                                |
| Knut Nevermann          | 19. Januar 1994    | 12. November 1997  | Staatsrat   | Bevollmächtigte(r) der Freien und Hansestadt Hamburg beim Bund                                                                |
| Willfried Maier         | 12. November 1997  | 31. Oktober 2001   | Senator     | Bevollmächtigter der Freien und Hansestadt Hamburg beim Bund und für Europa- und Entwicklungszusammenarbeit                   |
| Reinhard Stuth          | 2001               | 9. Mai 2008        | Staatsrat   | Bevollmächtigte(r) der Freien und Hansestadt Hamburg beim Bund, bei der Europäischen Union und für auswärtige Angelegenheiten |
| Carsten-Ludwig Lüdemann | 9. Mai 2008        | 23. März 2011      | Staatsrat   | Bevollmächtigte(r) der Freien und Hansestadt Hamburg beim Bund, bei der Europäischen Union und für auswärtige Angelegenheiten |
| Wolfgang Schmidt        | 23. März 2011      | März 2018          | Staatsrat   | Bevollmächtigte(r) der Freien und Hansestadt Hamburg beim Bund, bei der Europäischen Union und für auswärtige Angelegenheiten |
| Annette Tabbara         | 28. März 2018      | 30. September 2019 | Staatsrätin | Bevollmächtigte(r) der Freien und Hansestadt Hamburg beim Bund, bei der Europäischen Union und für auswärtige Angelegenheiten |
| Almut Möller            | 1. Oktober 2019    | 30. April 2024     | Staatsrätin | Bevollmächtigte(r) der Freien und Hansestadt Hamburg beim Bund, bei der Europäischen Union und für auswärtige Angelegenheiten |
| Liv Assmann             | 1. Mai 2024        |                    | Staatsrätin | Bevollmächtigte(r) der Freien und Hansestadt Hamburg beim Bund, bei der Europäischen Union und für auswärtige Angelegenheiten |